# گاما گاو
گاما گاو یک ستاره است که در صورت فلکی ثور قرار دارد.